# Belgaum Cantonment
Belgaum Cantonment è una suddivisione dell'India, classificata come cantonment board, di 23.678 abitanti, situata nel distretto di Belgaum, nello stato federato del Karnataka. In base al numero di abitanti la città rientra nella classe III (da 20.000 a 49.999 persone).

## Geografia fisica
La città è situata a 15° 49' 43 N e 74° 30' 00 E.

## Società

### Evoluzione demografica
Al censimento del 2001 la popolazione di Belgaum Cantonment assommava a 23.678 persone, delle quali 14.018 maschi e 9.660 femmine. I bambini di età inferiore o uguale ai sei anni assommavano a 2.417, dei quali 1.289 maschi e 1.128 femmine. Infine, coloro che erano in grado di saper almeno leggere e scrivere erano 18.650, dei quali 11.806 maschi e 6.844 femmine.